# Grewia serrata
Grewia serrata är en malvaväxtart som beskrevs av Francisco Manuel Blanco. Grewia serrata ingår i släktet Grewia och familjen malvaväxter. Inga underarter finns listade i Catalogue of Life.